# Spółgłoska faryngalna
Spółgłoski faryngalne (spółgłoski gardłowe) – spółgłoski  szczelinowe artykułowane poprzez silne cofnięcie nasady języka, tak że powstaje szczelina między nagłośnią a tylną ścianką jamy gardłowej. Występują w językach semickich (np. w arabskim i sefardyjskiej wymowie języka hebrajskiego), północnokaukaskich i niektórych językach indiańskich (zwłaszcza salisz i wakaskich). Zgodnie z teorią laryngalną język praindoeuropejski mógł również zawierać spółgłoski faryngalne.

## Zapis
W Międzynarodowym Alfabecie Fonetycznym bezdźwięczną spółgłoskę faryngalną oznaczamy przez ħ, a dźwięczną przez ʕ.
W alfabecie hebrajskim występują litery heth (ח) - w wymowie sefardyjskiej spółgłoska bezdźwięczna i `ajin (ע) - spółgłoska dźwięczna. W wymowie aszkenazyjskiej (używana m.in. przez polskich Żydów) heth brzmi jak [χ], a `ajin jest nieme. 
W alfabecie arabskim występują również dwie litery:  haa (ﺡ), wymawiane [ħ], i `ajn (ع), wymawiane [ʕ]. W niektórych dialektach języka arabskiego głoski te są zastępowane przez spółgłoski nagłośniowe.